# Craterocephalus pauciradiatus
Craterocephalus pauciradiatus är en fiskart som först beskrevs av Günther, 1861.  Craterocephalus pauciradiatus ingår i släktet Craterocephalus och familjen silversidefiskar. Inga underarter finns listade i Catalogue of Life.